# Arctia bruyanti
Arctia bruyanti là một loài bướm đêm thuộc phân họ Arctiinae, họ Erebidae.